# Знак Единорога
«Знак Единорога» — роман американского писателя-фантаста Роджера Желязны, вышедший в 1975 году. Третья книга из первой пенталогии цикла романов «Хроники Амбера». Предыдущая книга — «Ружья Авалона». Следующая книга цикла — «Рука Оберона».

## Сюжет
Корвин возвращается в Амбер с телом существа из Тени, которое в первой книге преследовало Рэндома до дома Флоры. Оказывается, что несколько ранее это существо убило Каина. Опасаясь, что его заподозрят в убийстве брата, Корвин приходит к Рэндому, что бы расспросить его об этих существах.
Рэндом рассказывает, что находясь в Тени Тексторами, где он долгие годы просто наслаждался жизнью, его внезапно и неожиданным образом вызвал давно пропавший брат Бранд. Бранд просит Рэндома помочь ему, что последний и пытается сделать.
Рэндом находит башню в одной из Теней, где заключён Бранд, но ему не удается справиться с охраной, и он ретируется. Но за ним гонятся существа, те же, что и убили Каина. Тут Рэндом узнает, что существа умеют перемещаться по Теням, и Корвин думает, что за этим стоит кто-то из семьи.
После этого Корвин читает некоторые записи Дворкина, что бы узнать как овладеть силой Камня правосудия, который в прошлой книге ему перед своей смертью отдал Эрик. Корвин проходит по Пути и настраивает на себя Камень правосудия.
Тем временем семья друг друга подозревает, но под большими сомнениями всё равно находится Корвин. Чтобы снять с себя все предположения, Корвин находит, как можно связаться с Брандом.
Они спасают Бранда, но как только тот перемещается в Амбер, неизвестный наносит ему удар в бок. Джерард остается рядом с братом, чтобы вылечить его.
Корвин, возвращаясь в свои покои, не замечает затаившегося там врага и тоже получает удар ножом. Он отключается и просыпается уже на Земле. Похоже, его туда отправил Камень правосудия, который, как оказалось, может делать намного больше, чем просто изменять погоду. Корвин понимает, что Камень правосудия убивает его, и поэтому бросает его в компостную кучу, после чего его друг с земли, Билл Рот, отправляет Корвина в больницу.
Вернувшись в Амбер, Корвин говорит с Брандом, который рассказывает о том, как он, Блейз и Фиона убрали Оберона и пытались занять трон, но им противостоял отряд из Эрика, Джулиана и Каина. Бранд говорит, что после того, как он возразил против плана Блейза и Фионы объединиться с силами Хаоса, его преследовали, и он прибыл на Землю в поисках Корвина как союзника — пытаясь восстановить его воспоминания с помощью шоковой терапии — но был схвачен и заключен в башню.
Корвин отправляется в Тир-на-Ног, небесную версию Амбера из лунных лучей, где встречает Дару в виде королевы и Бенедикта рядом с ней, у которого есть протез. Корвин сражается с этой версией Бенедикта и по возвращении на гору Колвир, где за ним наблюдали Рэндом и Ганелон, замечает, что вернулся с протезом.
Возвращаясь в Амбер, троица заблудилась. Они встречают Единорога, который хочет им что-то показать. Следуя за ним, они должны были вернуться в Амбер, но приходят к плато, на котором изображён Путь. Они стоят перед ним, понимая, что это истинный и первозданный Путь. Оказывается, Амбер это Тень, как и Путь в нём.